# 根岸朗
根岸朗（日语：根岸 朗，1959年4月24日—），日本男性配音員、旁白。出身於群馬縣。身高176cm。Sigma Seven所屬。

## 演出作品

### 電視動畫
1987年
- 愛的小婦人物語（扮熊的男子）

1989年
- 森林大帝 (1989年版)（森林的動物們、獵人）
- 亂馬½ 熱鬥篇

1990年
- 快樂的嚕嚕米一家（居民）

1999年
- 魔裝機神（修·左爾達克）

2006年
- 夜明前的琉璃色 -Crescent Love-（鷹見澤左門）

### OVA
1986年
- 佛典故事（婆提梨迦）

2000年
- 銀河英雄傳說外傳 螺旋迷宮（巴倫波伊姆少將）

### 遊戲
1999年
- SPRIGGAN LUNAR VERSE（日语：スプリガン ルナヴァース）（葛拉罕·布魯東）

2002年
- JoJo的奇妙冒險 黃金之風（伊魯佐、J·P·波魯納雷夫、里蘇特·涅羅）

2003年
- 電腦戰機Virtual-On Marz（日语：電脳戦機バーチャロン マーズ）（司令部）

### 旁白

#### 電視節目
※斜體字表示說明現在擔任的節目。
朝日電視網
- 朝日電視台
  - Super J Channel（日语：スーパーJチャンネル）（負責17時36分「特集1」的部分）
  - 北野武的TV擒抱
  - （2011年3月22日）
  - （2014年10月8日）
- 朝日放送
  - 微笑的金牌（日语：笑いの金メダル）

富士電視網
- 富士電視台
  - One-Night Rock'n Roll（日语：ワンナイR&R）
  - 原來如此！The 世界（日语：なるほど!ザ・ワールド）
  - 好醫生第1話開端旁白
- BS富士

TBS電視網
- R30（日语：R30）（TBS）
- BAR（BS-i）
- 隔壁的演奏家（日语：元気家族テレビ となりのマエストロ）（每日放送）

日本電視網
- 日本電視台
- BS日本
  - Tokyo Stylish Party（日语：Tokyo Stylish Party）

東京電視台
其它電視台
- MLB Highlight（日语：MLBハイライト）（NHK-BS1）
- UEFA EURO 2012 歐洲足球錦標賽雜誌（WOWOW）
- 大都會 系列一舉放送！直前特集（BS11）

其它平台
- 「品川的力量第6回」（Cable TV品川（日语：ケーブルテレビ品川））
- 料理Wiiテレビ 考えるレストラン}}（活動指南埃斯科菲耶的配音）
- 電視購物頻道（旁白）
- 中古車TV （MONDO TV）
- 東映頻道（日语：東映チャンネル）節目宣傳廣告

### 其它
- 東京國立博物館「對決 巨匠們的日本美術」音頻指南（惹沖）

## 外部連結
- Sigma Seven公式官網的聲優簡介 （页面存档备份，存于） （日語）